# Stefan Wisniewski
 (mars 2015).
Si vous disposez d'ouvrages ou d'articles de référence ou si vous connaissez des sites web de qualité traitant du thème abordé ici, merci de compléter l'article en donnant les références utiles à sa vérifiabilité et en les liant à la section « Notes et références ».
Stefan Wisniewski, né le 8 avril 1953 à Klosterreichenbach, était membre de la deuxième génération de la Fraction armée rouge.

## Biographie
Il est le fils d'un déporté polonais en Allemagne durant la Seconde Guerre mondiale.
En août 1968, il commence un apprentissage d'électricien à Baiersbronn et travaille comme machiniste. En 1970, il est placé dans un foyer en raison de problèmes éducatifs.
En 1974, il participe à l'occupation des bureaux d'Amnesty International à Hambourg. Il s'engage dans la fraction armée rouge en 1975. Il participe à la prise d'otages de Stockholm le 25 avril 1975, dans laquelle deux diplomates sont assassinés.
En 1977, il est impliqué dans l'enlèvement et l'assassinat du président de Hanns Martin Schleyer. Le 11 mai 1978, il est arrêté à l'aéroport de Paris-Orly et livré à la République fédérale d'Allemagne. Après un long procès, il est condamné le 4 décembre 1981 pour assassinat, extorsion, enlèvement, prise d'otages et appartenance à une organisation terroriste à l'emprisonnement à vie par le tribunal régional supérieur de Düsseldorf.
Le 1er mars 1999, il est libéré de la prison de Euskirchen.